# Heimborn
Heimborn település Németországban, Rajna-vidék-Pfalz tartományban. Lakosainak száma 266 fő (2023. december 31.).

## Népesség
A település népességének változása:
| Lakosok száma | 261  | 263  | 269  | 273  | 264  | 266  |
|               | 1975 | 2017 | 2019 | 2021 | 2022 | 2023 |